# 田园镇
田园镇，是中华人民共和国云南省保山市昌宁县下辖的一个镇。

## 行政区划
田园镇下辖以下地区：
关庙社区、宝丰社区、龙井社区、文昌社区、新城村、勐廷村、新华村、右文村、达丙村、九甲村、龙泉村、四角田村和达仁村。